# Amphibolis
- Commons
- Wikispecies

Amphibolis C. Agardh  é um género botânico pertencente à família cymodoceaceae.

## Sinonímia
- Pectinella J. M. Black

## Espécies
Apresenta seis espécies:
- Amphibolis antarctica
- Amphibolis bicornis
- Amphibolis coelestis
- Amphibolis griffithii
- Amphibolis zosteraefolia
- Amphibolis zosterifolia